# Seznam litomyšlských biskupů

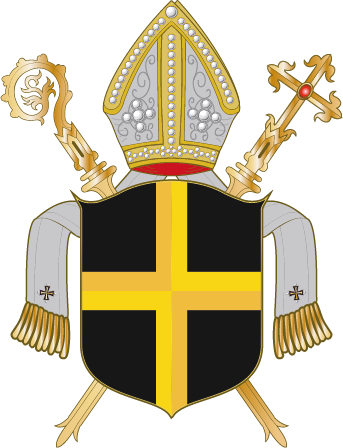
Znak litomyšlské diecéze

Toto je seznam biskupů litomyšlské diecéze. Vznikla roku 1344 současně s povýšením pražského biskupství na arcibiskupství a stala se její sufragánní diecézí. Biskupství v Litomyšli zaniklo za husitských válek. V roce 1973 bylo obnoveno jako biskupství titulární.

## Seznam litomyšlských diecézních biskupů a administrátorů diecéze
- 1344–1353 Jan I., OPraem.
- 1353–1364 Jan II.[pozn. 1] (1353–1364, pak biskup olomoucký)
- 1364 Mikuláš I., zvolen (jmenován) na konci července 1364, zemřel však dříve, než mohl být intronizován, 6. srpna 1364
- 1364–1368 Albrecht Aleš ze Šternberka
- 1368–1371 Petr Jelito
- 1371–1380 Albrecht Aleš ze Šternberka
- 1379–1387 Hynek Kluka z Klučova (protibiskup)
- 1380–1387 Jan III. z Moravy
- 1388–1418 Jan IV. Železný
- 1420–1442 Aleš z Březí (1416–1418 dosazen jako biskup olomoucký)
- 1441–1449 Matěj Kučka
- 1449 – po 1453 Benedikt (administrátor)
- po 1453 – před 1463 Benedikt a Jan de Ruina (administrátoři)
- 1463 – před 1467 Jan de Ruina (administrátor)
- 1467–1474 Eliáš Čech (administrátor)
- 1474 – před 1479 Jan Bavor, OPraem.
- 1478–1492 Eliáš Čech (administrátor)
- 1492–1503 Mikuláš a Arnošt (administrátoři)
- 1503–1519 Mikuláš a Bernardyn (administrátoři)
- 1519–1532 Lukáš (administrátor)
- 1532–1554 Wolfgang (administrátor)

## Seznam litomyšlských titulárních biskupů
- Jaroslav Škarvada (od  6. ledna 1983 do 14. června 2010)
- Pavel Konzbul (od 29. června 2016 do 29. června 2022)
- Prokop Brož (od 22. února 2025)